# Hammarbya
Hammarbya é um género botânico pertencente à família das orquídeas (Orchidaceae).